# شریل لی
 شریل لی (انگلیسی: Sheryl Lee؛ ۲۲ آوریل ۱۹۶۷) هنرپیشه اهل ایالات متحده آمریکا است.
از فیلم‌هایی که وی در آن نقش داشته است، می‌توان به پرنده سفید در یک کولاک، زمستان استخوان‌سوز، از ته دل وحشی، جکی و رایان، این دنیا، سپس آتش‌بازی، انجامش نده و توئین پیکس: با من بر آتش برو اشاره کرد.